# Danger Danger
Danger Danger – amerykańska grupa muzyczna założona w 1987 roku.

## Historia
Zespół został utworzony w 1987 roku w Queens przez basistę Bruno Ravela i perkusistę Steve’a Westa. Pierwszym wokalistą grupy był Mike Pont, gitarzystą Al Pitrelli, a klawiszowcem Kasey Smith. Ten pierwszy został po krótkim czasie zastąpiony byłym perkusistą Prophet – Tedem Poleyem, z kolei drugi niewiele później zasilił zespół Alice'a Coopera. Następca Pitrellego, Tony „Bruno” Rey, również nie zagrzał na długo miejsca w Danger Danger i na jego miejsce zatrudniono Andy’ego Timmonsa.
W takim składzie nagrany został debiutancki album Danger Danger, który podbił radio i MTV singlowymi hitami Naughty Naughty i Bang Bang. Tymczasem zespół zaczął koncertować, występując przed takimi gwiazdami jak Kiss czy Extreme. W roku 1991 grupa wydała kolejną płytę, Screw It!, cieszącą się nie mniejszą popularnością niż poprzednia. W 1992 z zespołu odszedł Kasey Smith, a jakiś czas później (już po nagraniu kolejnego albumu) niespodziewanie z grupy wyrzucono Poleya.
Partie wokalne na płycie Cockroach zostały nagrane przez jego następcę, Paula Laine'a, jednak wytwórnia nie zgodziła się na jej wydanie. Ravel i West postanowili więc utworzyć własną wytwórnię, Low Dice Records. Niezadowolony z takiego obrotu spraw Timmons, opuścił grupę na rzecz kariery solowej. Wydany w 1995 roku album Dawn prezentował mroczniejsze i bardziej introspektywne brzmienie od poprzednich płyt. Na promujących go koncertach na gitarze elektrycznej grał Ravel, a na stanowisko basisty zatrudniono tymczasowo Scotta Browna.
W 1998 roku grupa powróciła do melodyjnego rocka za sprawą dobrze przyjętego krążka Four The Hard Way, a dobrą passę kontynuowała wydanym dwa lata później The Return Of The Great Gildersleeves. W końcu w roku 2001 Low Dice wspólnie z Sony Music wydało dwupłytowy album Cockroach, na który złożyły się utwory nagrane z Poleyem oraz te same nagrane z Laine’em.
W 2004 roku Ted Poley powrócił do zespołu. Jeszcze przed odejściem Paula Laine'a zarejestrowano z nim album koncertowy Live And Nude, który wydano w roku 2005.
We wrześniu 2009 nakładem wytwórni Frontiers Records ukazał się najnowszy album zespołu Revolve.

## Skład zespołu

### Obecni członkowie
- Ted Poley – śpiew (1987 - 1993, 2004 - )
- Rob Marcello – gitara elektryczna (2003 – )
- Bruno Ravel – gitara basowa, gitara elektryczna (1987 - )
- Steve West – instrumenty perkusyjne (1987 - )

### Byli członkowie
- Mike Pont – śpiew (1987)
- Paul Laine – śpiew (1993 - 2004)
- Al Pitrelli – gitara elektryczna (1987 - 1989)
- Tony Rey – gitara elektryczna (1989)
- Andy Timmons – gitara elektryczna (1989 - 1993)
- Kasey Smith – instrumenty klawiszowe (1987 - 1992)

### Muzycy sesyjni
- Scott Brown – gitara basowa

## Dyskografia

### Albumy studyjne
- Danger Danger (1989)
- Screw It! (1991)
- Dawn (1995)
- Four The Hard Way (1998)
- The Return Of The Great Gildersleeves (2000)
- Cockroach (2001)
- Revolve (2009)

### Albumy kompilacyjne
- Rare Cuts (2003)

### Albumy koncertowe
- Down And Dirty Live (1990)
- Live And Nude (2005)